# Macie Roberts
Macie „Bobby“ Roberts (* 20. Jahrhundert) ist eine amerikanische Mathematikerin und Informatikerin. Sie war Human Computer Supervisor am Jet Propulsion Laboratory (JPL).

## Leben und Werk
Roberts arbeitete als Wirtschaftsprüferin für den Internal Revenue Service (IRS), bevor sie am Jet Propulsion Laboratory (JPL) als Human Computer tätig war. Als das JPL zur Raketentechnologie expandierte, beförderte der Direktor des Labors, Frank Malina, Roberts 1942 zur Leiterin der wachsenden Abteilung für weibliche Computer. Diese Gruppe erhielt in den 1960er Jahren den Spitznamen „Computer“, da diese Gruppe vor der Entwicklung physischer Computer fast jedes Projekt bei der NASA per Hand bearbeitete.
Roberts war der ursprüngliche Supervisor der menschlichen Computer bei der NASA, die später als Rocket Girls  bezeichnet wurden. Sie glaubte, dass es zu schwierig sein würde, mit Männern zu arbeiten, und schuf eine weibliche Computergruppe. Ihre Arbeit beschränkte sich nicht nur auf Berechnungen, sie stellte über dreißig Jahre lang die neuen Mitarbeiterinnen ein und bildete sie aus. Ihre Nachfolgerin Helen Ling setzte die Tradition fort, nur Frauen einzustellen. Die Frauen in Roberts Team führten vor dem Aufkommen des Desktop-Computers Flugbahnberechnungen für alle Raumflüge durch.
Eines ihrer Zitate lautet: „Du musst aussehen wie ein Mädchen, dich benehmen wie eine Lady, denken wie ein Kerl und arbeiten wie ein Hund.“
Der Mars Astrobiological Caves and Internal Habitability Explorer wurde ihr zu Ehren abgekürzt MACIE genannt.